# Sant Ponç de Molers
Sant Ponç de Molers és una església del llogaret de Molers, al municipi de Saldes (Berguedà) inclosa en l'Inventari del Patrimoni Arquitectònic de Catalunya.

## Descripció
És un petit temple romànic d'una sola nau, rematada a llevant per un absis de secció semicircular.

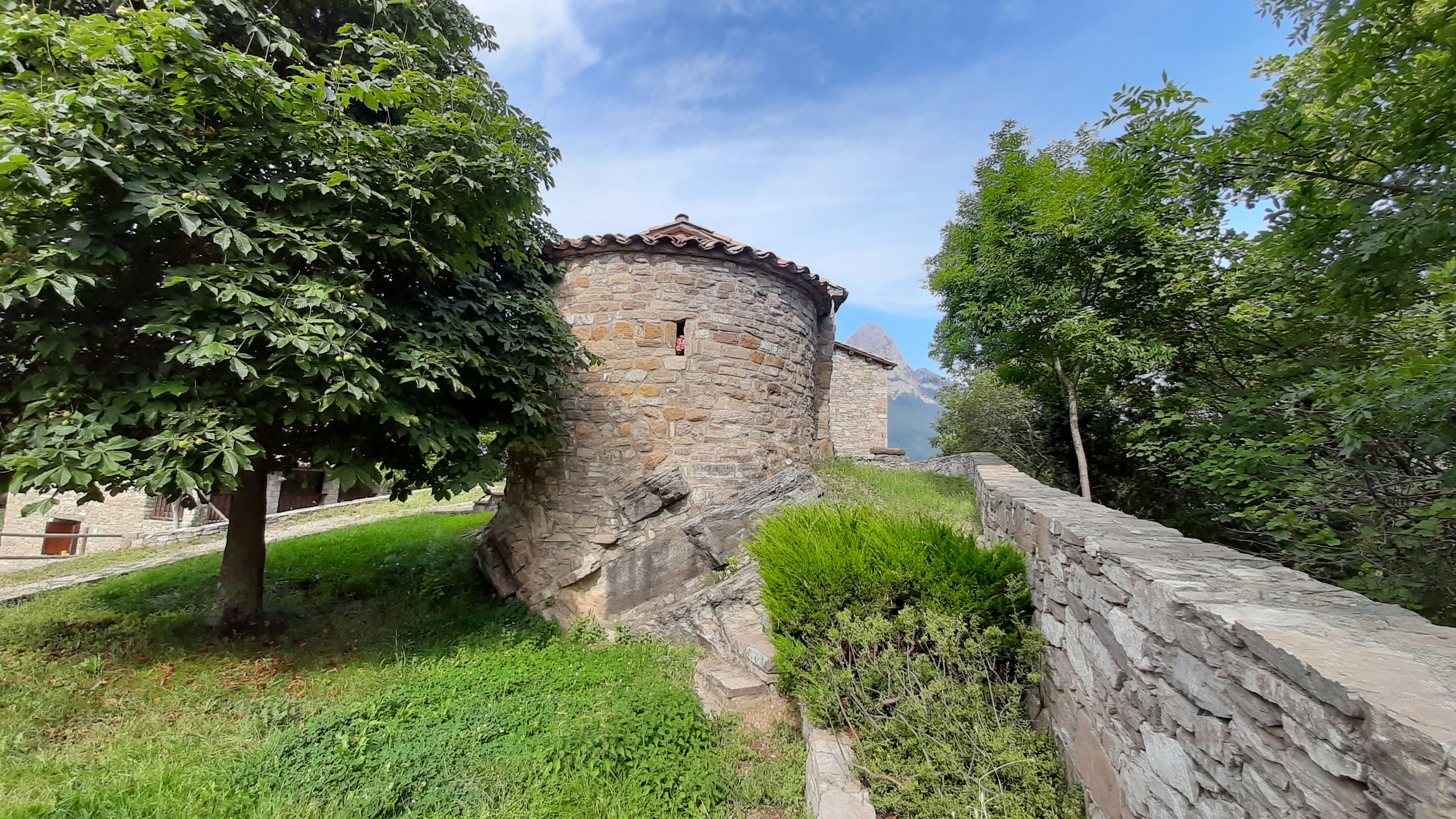
Absis

 La porta primitiva del migjorn està tapiada. Pel que fa a la porta actual moderna s'obre al ponent. La nau, coberta amb volta de canó, està esfondrada. L'absis està cobert amb volta de quart d'esfera. L'església forma part d'un petit agrupament edificat al cap d'una costa, presidint els conreus junt amb una petita breda. Estat de l'edificació: ruïnós.

## Història
Edificació del segle xi aproximadament. Entre els anys 1311 i 1312 hi ha notícies històriques del Vilar de Molers. Aquest era de Ramon de Vila i de la seva esposa Berenguera de Lillet.